# Wizardry IV: The Return of Werdna
A Wizardry IV: The Return of Werdna egy 1987-ben megjelent számítógépes szerepjáték, melyet a Sir-Tech fejlesztett és adott ki. A Wizardry sorozat negyedik epizódja, amelyet eleinte személyi számítógépekre adtak ki, a későbbiekben pedig különféle konzolokra is portolták.
Az őt megelőző három epizódhoz képest drasztikus változás, hogy nem a trilógia kalandorcsapatának történetét folytatja, hanem főhőse az a Werdna, akit az első epizód végén legyőztek, és egy börtönbe zártak az idők végezetéig.
A játék meglehetősen hosszú késlekedés után jelent meg, és technológiai elavultsága valamint hírhedt nehézsége miatt igen gyengén fogyott.

## Játékmenet
A játék egy tízszintes labirintus legalsó szintjén kezdődik. Werdna erejének jelentős része elveszett, azt csak a játék során tudja fokozatosan visszanyerni. A labirintus mindegyik szintjén, egy bizonyos helyen, egy pentagramma van elrejtve. Ennek hármas funkciója van. Első felfedezése alkalmával Werdna ereje automatikusan megnő, és visszakap valamennyit a hatalmából. Szintenként ez csak egyszer történhet meg, ha esetleg egy szinten több pentagramma van, akkor sem történhet meg többször. Másodlagos funkciója során képes szörnyeket megidézni, méghozzá minél magasabb sinten vagyunk, annál erősebbeket. Egyszerre három csapat szörny idézhető, ha újabbat idézünk, az leváltja az egyiket. A karmadik funkciója a pentagrammáknak Werdna erejének és manájának újratöltése.
Érdekesség, hogy a játék során nem szörnyek ellen harcolunk, hanem az előző három epizód hősei ellen.

## Fejlesztése és fogadtatása
A Wizardry IV fejlesztése különféle problémák miatt évekig elhúzódott, és végül ezért jelenhetett meg csak 1987-ben. A Sir-Tech kezdetben 1984 karácsonyára akarta megjelentetni, ebből azonban nem lett semmi. Ezután egy 1985-ös katalógusban is szerepelt a program, de ezúttal is lekéste ezt. 1986-ban Robert Woodhead azzal indokolta a késlekedést, hogy bizonyos meg nem nevezett termékeket át kellett írniuk UCSD Pascal nyelv alá.
A játék másolásvédelme különleges volt, ugyanis meg sem próbálták a lemezt valamilyen módon levédeni, hanem helyette a csomagoláshoz mellékeltek egy könyvet, benne 16 számjegyű MordorCharge kártyaszámokkal, melyek egy bankkártya számsorozatára emlékeztettek. A könyvet sötétbordó papírra nyomtatták, hogy megnehezítsék a fénymásolást. Az első szint teljesítése után a játék véletlenszerűen választott 12 számjegyet, a könyvből pedig ki kellett keresni azt, és be kellett írni a hozzá kapcsolódó 4 számot. Gyakorlatilag a program enélkül egy teljes értékű demóként funkcionált, hiszen csak a folytatáshoz kellett megadni a kódot. Csakhogy ez a védelem meglehetősen egyszerűen kijátszható volt, ugyanis meg lehetett fejteni, hogyan számítja ki a játék a szükséges számjegyeket. Máskülönben ez a módszer elég hatékony volt, különösen azokban az időkben, amikor még nem létezett internet.
A játékot a kritika jónak, habár nagyon nehéznek tartotta. Mindennek ellenére nagyon gyengén fogyott, amely annak volt a következménye, hogy a több éves késlekedés ellenére meg sem próbálták technikailag a korabeli játékok, például a The Bard's Tale szintjére hozni. Ráadásul a játék nehézségét éppen az adta, hogy ismerni kellett hozzá az első részt is ahhoz, hogy a játékos a megfelelő szituációban a megfelelő lényt idézze meg. Emiatt már eleve egy behatárolt célközönséget célzott meg a program. Jellemző, hogy amikor 1993-ban a Sir-Tech újra kiadta a játékait, akkor az I-III és az V-VII kerültek egy csomagba, a negyedik részt pedig teljes egészében kihagyták.

## Fordítás
- Ez a szócikk részben vagy egészben  a   Wizardry IV: The Return of Werdna című angol Wikipédia-szócikk ezen változatának fordításán alapul.  Az eredeti cikk szerkesztőit annak laptörténete sorolja fel. Ez a jelzés csupán a megfogalmazás eredetét és a szerzői jogokat jelzi, nem szolgál a cikkben szereplő információk forrásmegjelöléseként.